# Sand-Strohblume
Die Sand-Strohblume (Helichrysum arenarium) ist eine Pflanzenart aus der Gattung der Strohblumen (Helichrysum) innerhalb der Familie der Korbblütler (Asteraceae).

## Beschreibung

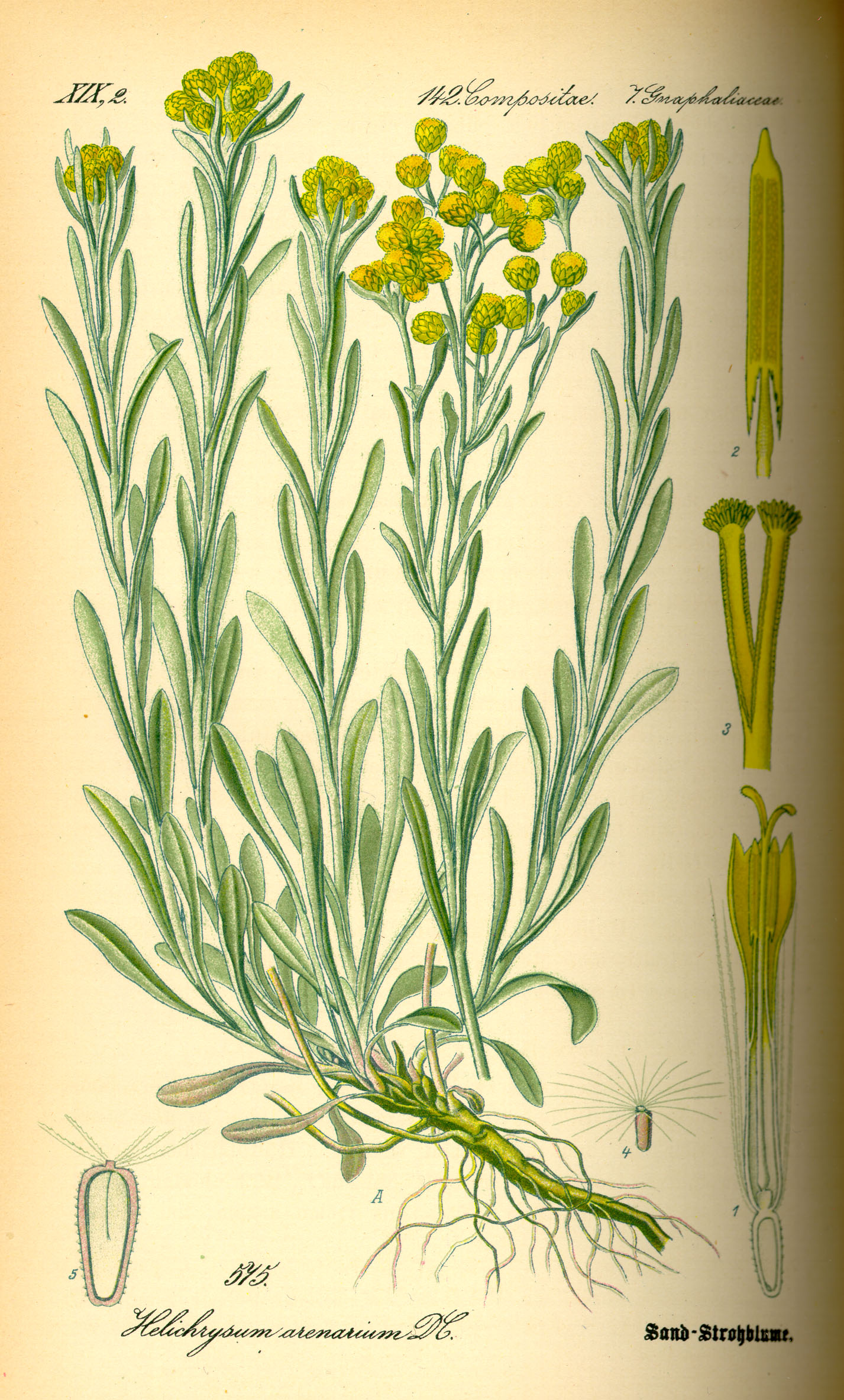
Illustration

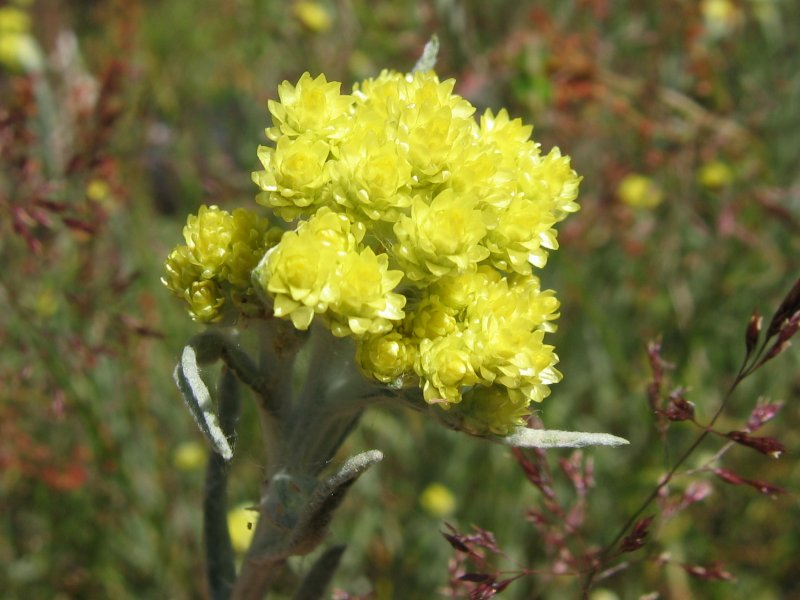
Detail des zusammengesetzten Blütenstandes

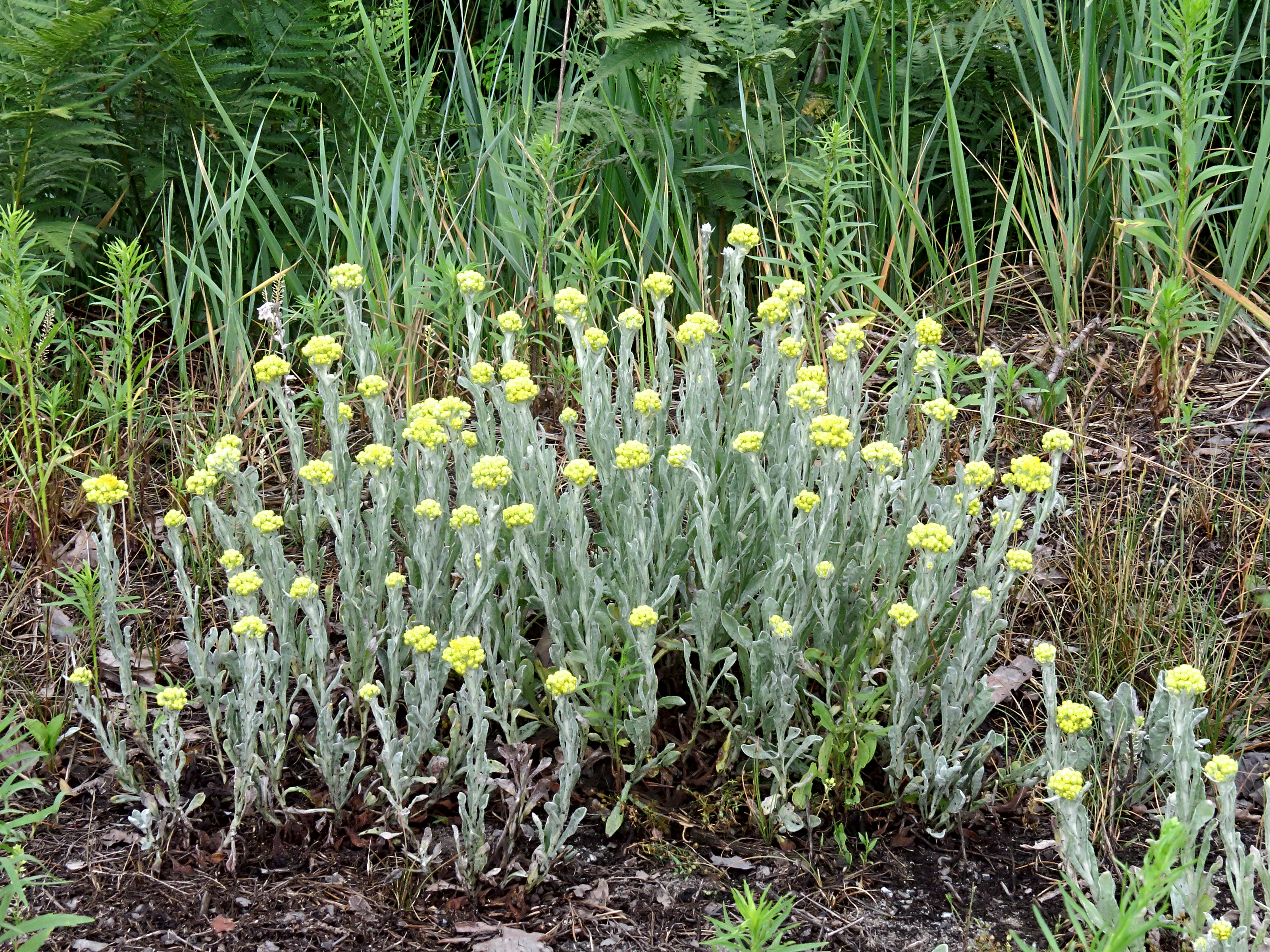
Habitus, Laubblätter und Blütenstände

### Vegetative Merkmale
Die Sand-Strohblume wächst als ausdauernde krautige Pflanze und erreicht meist Wuchshöhen von 10 bis 30, selten bis zu 50 Zentimetern. Sie besitzt einen aromatischen Duft. Der aufsteigende oder selbstständig aufrechte Stängel ist grau-weiß filzig behaart.
Die Laubblätter sind auf beiden Seiten wollig-filzig behaart, später verkahlen sie jedoch etwas und sind ganzrandig. Die unteren Laubblätter sind länglich-eiförmig mit stumpfem oberem Ende und in einen Stiel verschmälert. Die oberen Laubblätter sind schmaler, mit zugespitztem oder stumpfem oberem Ende und halbstängelumfassend sitzend. Die unteren Laubblätter weisen eine Länge von etwa 25 Millimetern sowie eine Breite von bis zu 10 Millimetern auf. Die oberen Laubblätter sind in der Regel nicht über 3 bis 4 Millimeter breit.

### Generative Merkmale
Die Blütezeit liegt vorwiegend in den Monaten Juli bis Oktober. In einem dichten, endständigen, doldentraubigen Gesamtblütenstand sitzen drei bis zwanzig körbchenförmige Teilblütenstände. Diese Blütenkörbchen sind bei einem Durchmesser von 6 bis 7 Millimetern und etwa der gleichen Höhe von kugeliger Gestalt. Die Blütenkörbchen haben bis zu 30 glänzende Hüllblätter, die trockenhäutig und gold- oder zitronengelb gefärbt sind. In den Blütenkörbchen sitzen viele radiärsymmetrische Einzelblüten; dabei handelt es sich um goldgelbe bis orangefarbene Röhrenblüten. Die Fruchtknoten sind unterständig.
Die Achäne ist kaum 1 Millimeter lang und besitzt einen feinen rauen Pappus aus weißen Borsten.
Die Chromosomengrundzahl beträgt x = 7; es liegt Tetraploidie mit einer Chromosomenzahl von 2n = 28 vor.

## Ökologie
Bei der Sand-Strohblume handelt es sich um einen sommergrünen Hemikryptophyten und eine Halbrosettenpflanze. Sie wurzelt im Oberrheingebiet 25 bis 40, selten bis zu 70 Zentimeter tief. Die oberirdischen Pflanzenteile weisen eine weißwollige Behaarung (Indument) als Strahlungs- und Austrocknungsschutz auf.
Die Blütenkörbchen sind „Körbchenblumen“. Die Hüllblätter sind durch Flavone gelb gefärbt, die hier ausnahmsweise in die Zellwand eingelagert sind. Im ausgewachsenen Zustand sterben die Hüllblätter ab und glänzen dann und dienen als Schauorgan und über hygroskopische Bewegungen dem Schutz der reifenden Früchte. Die randlichen Blüten sind weiblich, die übrigen männlich. Als Bestäuber treten verschiedene Insekten auf. Die Blütezeit erstreckt sich von Juli bis Oktober.
Die Ausbreitung der Ächänen erfolgt als „Schirmchenflieger“; daneben tritt Klettausbreitung auf.

## Vorkommen und Gefährdung
Die Sand-Strohblume kommt von Südskandinavien über Mitteleuropa bis nach Südosteuropa, Osteuropa und weiter bis Zentralasien und zur Mongolei. Sie ist ein gemäßigt-kontinentales Florenelement. Sie kommt in Mitteleuropa nur stellenweise vor.
In Deutschland ist die Sand-Strohblume lediglich in Ostdeutschland recht verbreitet. Darüber hinaus findet man sie zerstreut und meist selten, vor allem noch im nördlichen Oberrheingebiet. Sie ist nach Bundesartenschutzverordnung besonders geschützt und gilt als gefährdet. In Österreich findet man sie selten in der collinen Höhenstufe im Burgenland sowie in Niederösterreich und sie ist dort stark gefährdet. In der Schweiz fehlt sie gänzlich.
Die Sand-Strohblume gedeiht meist auf trockenen, lockeren und zumindest oberflächlich entkalkten Sandböden. Sie wächst z. B. in Sandfluren, Schafschwingel-Triften, Kiefernwäldern sowie auf Trockenrasen, Heiden und Dünen. Sie ist in Mitteleuropa eine Charakterart der Klasse Sedo-Scleranthetea, kommt aber auch in Pflanzengesellschaften der Klasse Festuco-Brometea oder Agropyretea vor.

## Taxonomie
Die Erstveröffentlichung erfolgte 1753 unter dem Namen (Basionym) Gnaphalium arenarium durch Carl von Linné in Species Plantarum, Tomus II, S. 854. Die Neukombination zu Helichrysum arenarium (L.) Moench wurde 1794 durch Conrad Moench in Methodus plantas horti botanici et agri Marburgensis ..., S. 575 veröffentlicht.

## Traditionelle Medizin und Inhaltsstoffe
Die Sand-Strohblume, genannt auch Sandrainblume, im Mittelalter wie andere Strohblumen-Arten mit lateinisch sticados citrinum bzw. Stoechas citrina bezeichnet, enthält etwas ätherisches Öl und Flavonoide.
Der Ausschuss für pflanzliche Arzneimittel (HMPC) der Europäischen Arzneimittel-Agentur (EMA) nennt in seiner Monographie Helichrysum arenarium die traditionelle Anwendung bei  Verdauungsbeschwerden mit Völlegefühl und Blähungen.